# Морже
Морже (фр. Morgex) — муніципалітет в Італії, у регіоні Валле-д'Аоста.
Морже розташований на відстані близько 620 км на північний захід від Рима, 23 км на захід від Аости.
Населення — 2092 особи (2014).

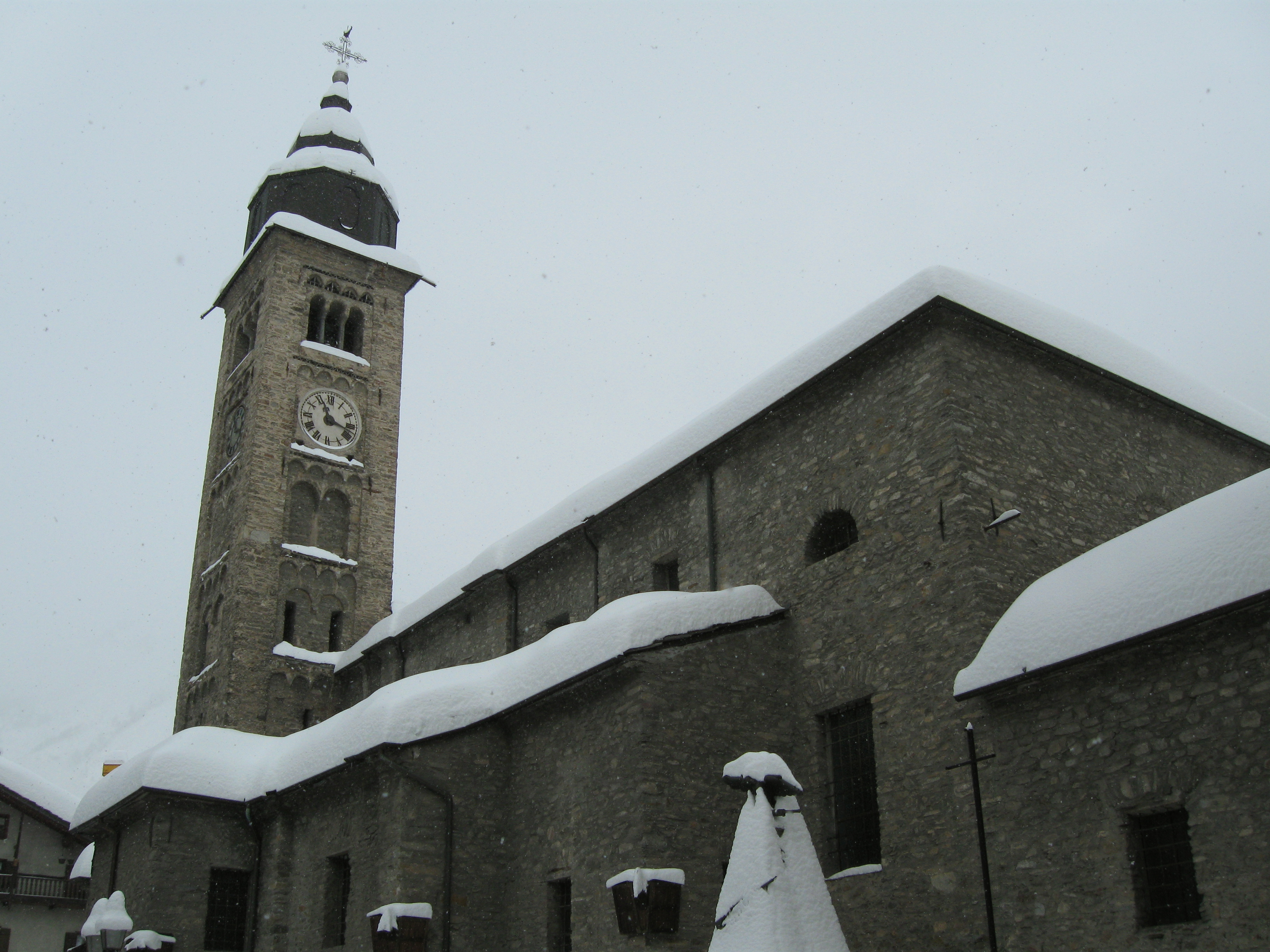

Щорічний фестиваль відбувається 7 лютого. 

## Демографія
Населення за роками:

Станом на 1 січня 2023 року в муніципалітеті офіційно проживало 137 іноземців з 22 країн, серед них 61 громадянин країн Євросоюзу та 7 громадян України.

## Сусідні муніципалітети
- Курмайор
- Ла-Саль
- Ла-Тюїль
- Пре-Сен-Дідьє